# Ла-Ліга 1929
Сезон 1929 року в Ла Лізі — перше в історії футбольне змагання у новоствореному найвищому дивізіоні чемпіонату Іспанії, що проходило між 10 лютого та 23 червня 1929 року. Участь у змаганні взяли 10 команд, які провели одна з одною по дві гри — одній вдома та одній у гостях. Найгірша за результатами сезону команда Ла Ліги за регламентом брала участь у матчах плей-оф проти найсильнішої команди Сегунди, в яких розігрувалося право виступу у Ла Лізі наступного сезону.
Першим чемпіоном Іспанії став клуб «Барселона», який на два очки обійшов мадридський «Реал», таким чином взявши гору у першому протистоянні з «королівським клубом», яке згодом стане традиційним для іспанського клубного футболу.
| Чемпіон Іспанії 1929  |
| --------------------- |
| «Барселона» 1-й титул |

## Підсумкова турнірна таблиця
| #  | Команда            | І  | В  | Н | П  | ЗМ | ПМ | РМ  | О  | Примітки |
| -- | ------------------ | -- | -- | - | -- | -- | -- | --- | -- | -------- |
| 1  | "Барселона"        | 18 | 11 | 3 | 4  | 37 | 23 | +14 | 25 | Чемпіон  |
| 2  | "Реал"(Мадрид)     | 18 | 11 | 1 | 6  | 40 | 27 | +13 | 23 |          |
| 3  | "Атлетик"(Більбао) | 18 | 8  | 4 | 6  | 43 | 33 | +10 | 20 |          |
| 4  | "Реал Сосьєдад"    | 18 | 8  | 4 | 6  | 46 | 41 | +5  | 20 |          |
| 5  | "Аренас"           | 18 | 8  | 3 | 7  | 32 | 39 | -7  | 19 |          |
| 6  | "Атлетик"(Мадрид)  | 18 | 8  | 2 | 8  | 43 | 41 | +2  | 18 |          |
| 7  | "Еспаньйол"        | 18 | 7  | 4 | 7  | 32 | 38 | -6  | 18 |          |
| 8  | "Еуропа"           | 18 | 6  | 4 | 8  | 45 | 49 | -4  | 16 |          |
| 9  | "Реал Уніон"       | 18 | 5  | 2 | 11 | 40 | 42 | -2  | 12 |          |
| 10 | "Реал"(Сантандер)  | 18 | 3  | 3 | 12 | 25 | 50 | -25 | 9  | Плей-офф |

### Плей-оф
Найгірша за результатами сезону команда Прімери за регламентом брала участь у матчах плей-оф проти чемпіона Сегунди, в яких розігрувалося право виступу у Прімері наступного сезону. За результатами цих матчів клуб «Реал» (Сантандер) з Прімери за сумою двох матчів взяв гору над представником Сегунди, «Севільєю».
|                    | Перша гра | Друга гра |           |
| ------------------ | --------- | --------- | --------- |
| «Реал» (Сантандер) | 1-2       | 2-0       | «Севілья» |

## Результати
| Команда            | АРЕ | АТБ | АТМ | БАР | ЕСП | ЕУР | РАС | РЕМ | РЕС | РЕУ |
| "Аренас"           |     | 1-0 | 2-3 | 0-2 | 3-0 | 2-2 | 2-1 | 3-2 | 3-0 | 1-1 |
| "Атлетик" Б        | 2-3 |     | 3-3 | 5-1 | 9-0 | 2-0 | 0-0 | 2-0 | 4-2 | 2-1 |
| "Атлетик" М        | 1-2 | 2-3 |     | 4-1 | 7-1 | 5-4 | 4-0 | 0-3 | 0-3 | 3-1 |
| "Барселона"        | 2-2 | 3-0 | 4-0 |     | 1-0 | 5-2 | 5-1 | 1-2 | 1-0 | 4-1 |
| "Еспаньйол"        | 1-2 | 4-1 | 3-2 | 1-1 |     | 3-1 | 3-0 | 4-0 | 1-1 | 3-2 |
| "Еуропа"           | 5-2 | 1-1 | 4-1 | 1-1 | 0-3 |     | 4-1 | 5-2 | 4-3 | 3-3 |
| "Реал" (Сантандер) | 5-1 | 0-4 | 1-2 | 0-2 | 1-1 | 3-2 |     | 1-3 | 6-1 | 1-3 |
| "Реал" М           | 2-0 | 5-1 | 2-1 | 0-1 | 2-0 | 5-0 | 2-2 |     | 2-1 | 2-0 |
| "Реал Сосьєдад"    | 3-2 | 1-1 | 3-3 | 3-0 | 1-1 | 5-4 | 8-1 | 5-4 |     | 3-2 |
| "Реал Уніон"       | 7-1 | 6-3 | 1-2 | 1-2 | 4-3 | 2-3 | 3-1 | 0-2 | 2-3 |     |

## Бомбардири
Найкращим бомбардиром Прімери сезону 1929 року став нападник клубу «Реал Сосьєдад» Пако Б'єнсопас, який протягом чемпіонату 14 разів відзначався забитими голами. 
Найкращі бомбардири сезону за версією газети «Марка», яка вручає «Трофей Пічічі»:
|  | Голів | Бомбардир      | Команда             |
|  | ----- | -------------- | ------------------- |
|  | 14    | Пако Б'єнсобас | «Реал Сосьєдад»     |
|  | 13    | Лафуенте       | «Атлетик» (Більбао) |
|  | 12    | Луїс Регейро   | «Реал Уніон»        |
|  | 12    | Гаспар Рубіо   | «Реал Мадрид»       |
|  |       |                |                     |

Список найвлучніших гравців ліги за версією сайту BDF:
|  | Голів | Бомбардир           | Команда             |
|  | ----- | ------------------- | ------------------- |
|  | 17    | Пако Б'єнсобас      | «Реал Сосьєдад»     |
|  | 15    | Косме Васкес        | «Атлетик» (Мадрид)  |
|  | 12    | Марін               | «Атлетик» (Мадрид)  |
|  | 12    | Лафуенте            | «Атлетик» (Більбао) |
|  | 11    | Мануель Парера      | «Барселона»         |
|  | 11    | Мануель Крос        | «Еуропа»            |
|  | 11    | Хосе Марія Єрмо     | «Аренас»            |
|  | 11    | Луїс Регейро        | «Реал Уніон»        |
|  | 11    | Сантьяго Уртісбереа | «Реал Уніон»        |
|  | 11    | Хайме Ласкано       | «Реал Мадрид»       |
|  | 11    | Гаспар Рубіо        | «Реал Мадрид»       |
|  |       |                     |                     |

## Чемпіони
Футболісти «Барселони», які протягом турніру були гравцями основного складу:
- Франц Платко (9 матчів)
- Вісенте Сауро (18)
- Еміль Вальтер (13, 3 голи)
- Крістофор Марті (10)
- Хосе Карлос Кастільйо (18)
- Хосеп Састре (14, 10)
- Вісенте Пієра (13)
- Рамон Гусман (11)
- Мануель Парера (18, 11)
- Антоніо Гарсія (14, 1)
- Хосеп Самітьєр (13, 7)

Резерв: Мануель Відаль (5), Хуан Уріак (4), Жузеп Обіольс (8), Анхель Ароча (7, 4), Хуан Пера (5), Еміліо Сагі Ліньян (4), Рамон Кампабадаль (4, 1), Естебан Педроль (3), Андрес Гірона (3), Франсеск Буссот (2), Патрісіо Арнау (1), Рамон Парера (1).
Тренери: Рома Форнс, Джеймс Белламі.

## Рекорди сезону
- Найбільше перемог: «Барселона», «Реал Мадрид» (11)
- Найменше поразок: «Барселона» (4)
- Найкраща атака: «Реал Сосьєдад» (46 забито)
- Найкращий захист: «Барселона» (23 пропущено)
- Найкраща різниця голів: «Барселона» (+14)

- Найбільше нічиїх: «Атлетик» (Більбао), «Реал Сосьєдад», «Еспаньйол», «Європа» (4)
- Найменше нічиїх: «Реал Мадрид» (1)

- Найбільше поразок: «Реал» (Сантандер) (12)
- Найменше перемог: «Реал» (Сантандер) (3)

- Найгірша атака: «Реал» (Сантандер) (25 забито)
- Найгірший захист: «Реал» (Сантандер) (50 пропущено)
- Найгірша різниця голів: «Реал» (Сантандер) (-25)